# Axel Gyllenhoff
Knut Axel Hjalmar Robert Gyllenhoff, född den 3 september 1871 i Ystad, död den 8 juni 1947 i Halmstad, var en svensk militär. Han var far till Lorentz Gyllenhoff.
Gyllenhoff blev underlöjtnant vid Västgötadals regemente 1892, löjtnant där 1896 och övergick vid regementets nedläggning som sådan till Hallands regemente 1902. Han befordrades till kapten där 1909, till major 1916 och till överstelöjtnant i regementets reserv 1933. Gyllenhoff blev riddare av Svärdsorden 1913.